# ارل بل
ارل بل (انگلیسی: Earl Bell؛ زادهٔ ۲۵ اوت ۱۹۵۵) ورزشکار دو و میدانی اهل ایالات متحده آمریکا است.